# Maziarnia (Moszczanica)
Maziarnia – część wsi Moszczanica w Polsce położony w województwie podkarpackim, w powiecie lubaczowskim, w gminie Stary Dzików.
W latach 1975–1998 Maziarnia administracyjnie należała do województwa przemyskiego.